# 哆啦美與阿拉拉♥少年山賊團
哆啦美與阿拉拉少年山賊團（ドラミちゃん アララ少年山賊団!）是一部哆啦A夢附篇的第二篇電影。以哆啦A夢的妹妹哆啦美為主角。公映于1991年3月9日，與《大雄的天方夜譚》同時上映。原作者藤子·F·不二雄，監督為原恵一。片長為39分鐘。

## 故事概要
本篇開始發生於22世紀野比世修家，世修著手調查了他歷代祖先的“程度”。結果發現他的祖先程度都差不多，但在20世紀某一段突然降下來，發現那正是高祖父野比大雄，然後再往前查到1580年，發現室町時代的野比平和大雄不分上下。最後野比世修決定去提高野比平祖先的“程度”，從而使往後歷代祖先的“程度”也提高。這件任務則派遣給哆啦美和阿啦啦機器人去執行。
哆啦美和阿啦啦啟程到了1580年。剛抵達就遇到了野比平等人組成的山賊團，後來被阿靜識破。哆啦美用22世紀的道具打敗武造，得知當地受地主（骨川一家）的壓迫，很多人離開村落，還有很多小孩到山裡當山賊。哆啦美帶領野比平等人趁骨川與骨川之妻離開時把他們種的糧食縮小帶走。不料過程中不小心把骨川小丸縮小並一同帶走，放大後發現骨川小丸。他被帶到這裡後一直在抱怨，並炫耀不吃外來的東西（像骨川小夫一樣，難道“炫耀”也遺傳嗎）。哆啦美組織大家種地，僅1天就可獲得成果。小丸也被參加，最後收穫的果實也分給了他。這時他才明白家族平時對這些平民太過苛刻。
第二天骨川家發現糧食和小丸被偷，決定出兵向村裡進攻。小丸勸野比平等人不要去攻擊，被武造打倒，哆啦美將他交給阿靜看管。不料小丸偷跑出，最後幫助野比平等人要求骨川回家。不料這時暴發洪水，小丸父子抱在一棵樹上，樹馬上要墜落懸崖。村裡人在野比平等人勸說下還是決定放下平日恩怨組織救援，最後父子倆皆被平安所救。
事件結束後骨川家為感謝救命之恩，決定退還部分糧食與減低稅收。不過在回到22世紀後世修發現一切數據「毫無任何改變」，阿啦啦對此解釋那原來其實是「體能資料」。於是恍然大悟的世修才知道為啥有這種出現兩個低點的「奇怪數據」。

## 主要登場人物
| 角色   | 日本配音員 | 介紹                                                                   |
| ------ | ---------- | ---------------------------------------------------------------------- |
| 哆啦美 | 橫澤啟子   | 詳見哆啦美。                                                           |
| 阿拉拉 | 山本圭子   | 世修的調查機器人。                                                     |
| 世修   | 太田淑子   | 詳見野比世修。                                                         |
| 野比平 | 小原乃梨子 | 大雄祖先。原先是近視，但當戴上眼鏡後因為看清能看清楚東西所以充滿勇氣。 |
| 武藏   | 立壁和也   | 胖虎的祖先。                                                           |
| 阿靜   | 野村道子   | 源靜香祖先。                                                           |

## 主題歌
| 歌曲         | 作詞     | 作曲     | 编曲     | 演唱     |
| ------------ | -------- | -------- | -------- | -------- |
| 哈囉！哆啦美 | 吉元由美 | 菊池俊輔 | 菊池俊輔 | 山野智子 |